# Grand (ligne rouge du métro de Chicago)
Pour les articles homonymes, voir Grand.
Ne doit pas être confondu avec Grand (ligne bleue du métro de Chicago).
Grand (anciennement Grand/State) est une station souterraine de la ligne rouge du métro de Chicago. Elle est située dans le quartier de Streeterville, au 521 North State Street, dans le secteur de Near North Side.
Elle fait partie du State Street Subway, le premier tronçon de métro souterrain construit sous State Street et ouvert en 1943.

## Caractéristiques
Contrairement aux autres stations du State Street Subway, la station Grand comme les stations Chicago et North/Clybourn est une des rares stations souterraine à être composée de deux quais. Comme ces deux dernières, elle se compose d’une mezzanine/salle des guichets centrale qui donne accès aux quais. Grand est également une des rares stations qui possède des sorties auxiliaires, elles sont situées à l'extrémité nord des deux plates-formes et donnent accès à une petite mezzanine vers la surface. 
La station est restée quasiment inchangée depuis son ouverture, ne subissant que de légères rénovations. 
Elle a entièrement reconfiguré en 2010 afin d'élargir les quais et de la rendre accessible aux personnes à mobilité réduite. Les travaux se sont terminés début 2012.
La station est ouverte 7 jours/7 et 24h/24 et a transporté 2 718 708 passagers en 2008.

## Dessertes
| Nord/Ouest            |  |             |  | Sud/Est                 |
| --------------------- |  | ----------- |  | ----------------------- |
| Chicago vers Howard   |  | ligne rouge |  | Lake vers 95th/Dan Ryan |
| modifier sur Wikidata |  |             |  |                         |

## Correspondances
Avec les bus de la Chicago Transit Authority :
- 29 - State
- 36 - Broadway
- 65 - Grand